# Propiedad de los Hombres (mural)
El mural “Propiedad de los Hombres” fue realizado por el artista plástico Román Cura como parte de los festejos del Bicentenario de la República Argentina. 
Localizado en la ciudad de Rawson Chubut. Está ubicado detrás de la Casa del Gobernador de la Provincia, y  la dimensión del mural  es de 125 metros cuadrados: 40 metros de largo por 3,10 de alto. Fue inaugurado el 8 de noviembre de 2010.
El mural funciona como una línea de tiempo que narra la historia de Chubut – y también del país y del continente- a través de los rostros de personajes representativos, anónimos y colectivos.
Desde los pueblos originarios hasta los galeses, pasando por las campañas al desierto del presidente Roca y el petróleo, y sin olvidarse del ingrediente metafísico ni de la naturaleza, toda la historia del Chubut pasa por los pinceles y colores de Cura. Una gran cantidad de íconos y símbolos acentúan ciertos conceptos, hechos y mensajes que el artista expresa en la obra .Los trazos y el estilo de los dibujos, simples y contundentes, expresivos, se van entremezclando a lo largo de la narración gráfica de la historia al punto de volverla onírica, aunque no caótica.

## Parte de su historia
No excluye los aspectos más dramáticos de la historia y de los hombres que hacen la historia, e incluye sí a los diferentes actores que han construido la provincia del Chubut. Y así se ven en el mural los Tehuelches, los Galeses, los soldados que participaron de la Campaña de Julio. A. Roca, las inundaciones, el petróleo, los inmigrantes que continuaron llegando, el voto femenino, los presos del penal de Rawson que fueron fusilados en 1972, así como algunos otros momentos de la historia o aspectos de la vida del Chubut.

## El artista
Roma Cura es el artista creador del mural que refleja diversos puntos de vista sobre la historia provincial. Cura invirtió más de cuatro meses de investigación y otros ocho en la producción de esta obra. En su momento hablo sobre él en diferentes ocasiones y dijo en el acto inaugural, que: 

La historia es la que expresa, los demás la copiamos. Predominan no sé si en el mural o en la historia, los caprichos la curiosidad, la avaricia, la locura. Tierra y sangre, oro y plata, leyes, personas, ser dueños de todo. La historia de Chubut no son sus héroes, ni sus colonizadores, ni los caciques. Está en los rostros de su gente tallada por el tiempo
Roma Cura

Pero esta no fue su única obra, sino que también otra de sus más importantes obras fue el mural “El transporte”, inaugurado el 30 de diciembre de 2006 en la esquina de Av. Fontana y Gales de Trelew, que en su momento fue considerado el mural artístico más grande del país. 
Desde el año 2000 vive exclusivamente de su producción artística. Obras suyas pertenecen a distintas colecciones privadas en el mundo. Produjo murales y esculturas públicas sobre todo en Patagonia. Cuenta con más de 80 muestras realizadas en Argentina. También expuso sus obras y pintó murales en el exterior."

## Rawson y sus murales
En Rawson se destaca la impronta dejada por el artista Esteban Ferreyra, quien al radicarse en la ciudad en 1985, inicio sus obras, sumando una veintena de murales distribuidos en la ciudad. Algunos de ellos, aluden a lugares y actividades que se realizan en la zona. En la actualidad se está trabajando en la  recuperación de éstos murales, en el contexto del 150 aniversario de la ciudad. A la vez, nuevos murales se agregan, y de este modo el patrimonio cultural de la ciudad crece y se enriquece.